# Воблый, Константин Григорьевич
Константин Григорьевич Воблый (27 мая 1876, Царичанка (ныне Днепропетровской области), Российская империя — 12 сентября 1947, Киев, Украинская ССР) — украинский и советский экономист, статистик, экономико-географ.

## Биография
Сын сельского священника.
Обучался в Киевской духовной академии (1896—1900) и юридическом факультете Варшавского университета, который окончил в 1904 году. С 1904 года состоит экстраординарным профессором Киевского университета по кафедре политической экономии, с 1911 года после защиты докторской диссертации — ординарным профессором.
С 1907 года Воблый читает теорию политической экономии в Киевском коммерческом институте, где с 1910 года состоит деканом экономического отделения.
С 1911 года — доктор политической экономии и статистики, с 17 мая 1919 года — академик Украинской академии наук. С 21.12.1917 по 26.09.1919 возглавлял Киевский коммерческий институт. В 1928—1930 годах — вице-президент АН УССР.
В 1942—1947 годах директор Института экономики АН УССР.
Воблый сотрудничал с журналами «Народное хозяйство», «Русское экономическое обозрение», «Вестник финансов» и др.

## Отзывы
Теорию статистики читал П. А. Вихляев. …Однако, всю прелесть, и сказал бы даже, обаяние закона больших чисел я после его лекций не почувствовал. Это произошло несколькими годами позже, во время чтения книги В. Г. Воблого «Статистика». Именно тогда меня, можно сказать, «осенило», и я прямо-таки был потрясен возможностью вскрывать закономерности явлений на основе массовых наблюдений. Три года обучения статистике в Университете не смогли сделать то, что я получил за три минуты чтения книги украинского академика-статистика!— Урланис Б. Ц.

## Награды
- Орден Ленина (2 июля 1946)
- Орден Трудового Красного Знамени (2 октября 1944) — за выдающиеся заслуги в области развития советской науки, культуры и техники,за воспитание высококвалифицированных кадров научных работников, в связи с 25-летием со основания Академии Наук УССР

## Труды
- «Заатлантическая эмиграция, её причины и следствия» (Варшава, 1904)
- «Отход на заработки из губерний Царства Польского» (выпуск XXII «Трудов Варшавского Статистического Комитета»)
- «Заработная плата сельских рабочих в Царстве Польском в десятилетие 1890—1900 гг.» (ib., выпуск ХХ)
- «Статистика (пособие к лекциям)» / 2-е издание. — Киев, 1909. — 412 с.
- «Очерки по истории польской фабричной промышленности» (Киев, 1909, магистерская диссертация)
- «Beitrag zur Wirtschaftsgeschichte Polens. Sonder-Abdruck aus der Zeitschrift fur Volkswirtschafts Sozialpolitik und Verwaltung» (Варшава, 1909)
- «Третья профессионально-промысловая перепись в Германии» (Киев, 1911, т. I; докторская диссертация)
- «Основы экономии страхования» (Киев, 1915)
- «Начальный курс политической экономии (история, теория и финансы» (Киев, 1918)
- «Основы экономии страхования» (Киев, 1923, 2-е издание)